# Lukaj
Lúkaj (tudi Lukaj potok) je levi pritok Ledave v severozahodnem delu Prekmurja. Izvira v ozki grapi v gozdnatem območju jugovzhodno od Trdkove. Sprva teče proti zahodu, a se dolinsko dno že nad Trdkovo nekoliko razširi. V zgornjem toku neznaten potok teče najprej proti zahodu skozi Trdkovo, nato večinoma proti jugu med travniki in njivami zahodnega dela Goričkega skozi naselja Matjaševci, Kuzma, Gornji Slaveči, Dolnji Slaveči in Motovilci in se tik pred Ledavskim jezerom izlije v Ledavo. Ime potoka verjetno izhaja iz osebnega imena Luka.
Od Trdkove mimo Kuzme do Gornjih Slavečev je struga potoka večinoma izravnana v odtočni jarek, v srednjem in spodnjem toku je manj spremenjena, potok na obeh straneh spremlja tudi ozek pas obvodnega rastja. Najbolje ohranjen je del struge med Gornjimi in Dolnjimi Slaveči, ki je kot naravna vrednota državnega pomena zabeležen tudi v Seznamu naravnih vrednot Ministrstva za okolje, prostor in energijo. Kljub majhnosti je potok nekoč poganjal več mlinov, od katerih sta se ohranila leta 2009 obnovljen Pütarov mlin na Dolnjih Slavečih ter Frčkov mlin na Gornjih Slavečih, prav tako obnovljen leta 2005.
V Trdkovi stoji ob potočku kapela sv. Cirila in Metoda, povezana z legendo o slovanskih misijonarjih Cirilu in Metodu, ki naj bi nekoč potovala tod mimo.